# Công nhận các cặp cùng giới ở Lãnh thổ hải ngoại thuộc Anh
Trong số mười bốn lãnh thổ hải ngoại thuộc Anh, tám - Akrotiri và Dhekelia, Lãnh thổ Nam Cực thuộc Anh, Lãnh thổ Ấn Độ Dương thuộc Anh, Quần đảo Falkland, Gibraltar, Quần đảo Pitcairn, Saint Helena, Ascension và Tristan da Cunha và Nam Georgia và Quần đảo Nam Sandwich công nhận và thực hiện hôn nhân cùng giới. Trong Khu vực căn cứ có chủ quyền của Akrotiri và Dhekelia, chỉ có các nhân viên quân sự và dân sự Anh mới có thể tham gia vào các cuộc hôn nhân cùng giới và quan hệ bạn đời dân sự.
Năm trong số các lãnh thổ Caribbean không có sự công nhận chung của các cặp cùng giới. Ba trong số họ xác định quyền của các cặp đôi khác giới kết hôn trong hiến pháp của họ.
Chính phủ Anh có quyền áp đặt hôn nhân cùng giới đối với các lãnh thổ không công nhận các hiệp hội, như đã thông qua Lệnh trong Hội đồng để coi thường đồng tính luyến ái trong các lãnh thổ được tính toán lại vào năm 2001. Vào tháng 2 năm 2019, Ủy ban chọn đối ngoại đề nghị Chính phủ Anh áp dụng thời hạn trên các lãnh thổ để hợp pháp hóa hôn nhân cùng giới và, nếu thời hạn đó không được đáp ứng, hãy can thiệp thông qua luật pháp hoặc Lệnh trong Hội đồng.

## Công nhận trên mỗi lãnh thổ
| Cờ                     | Tên                                  | Vị trí                          | Bình luận |  |
| ---------------------- | ------------------------------------ | ------------------------------- | --- |  |
| Hôn nhân cùng giới     |                                      |                                 | |  |
|                        | Akrotiri và Dhekelia                 | Síp, biển Địa Trung Hải         | Hôn nhân cùng giới đã được hợp pháp trong Khu vực căn cứ có chủ quyền cho quân nhân Anh kể từ ngày 3 tháng 6 năm 2014. Hôn nhân cùng giới đầu tiên được tiến hành tại Dhekelia vào ngày 10 tháng 9 năm 2016. Quan hệ đối tác dân sự đã được cho phép cho quân nhân và dân sự kể từ ngày 7 tháng 12 năm 2005. |  |
|                        | Lãnh thổ Nam Cực thuộc Anh           | Nam Cực                         | Một sắc lệnh cho phép kết hôn cùng giới đã được tuyên bố bởi Ủy viên Peter Hayes vào ngày 13 tháng 10 năm 2016 và có hiệu lực từ ngày 13 tháng 10 năm 2016. |  |
|                        | Lãnh thổ Ấn Độ Dương thuộc Anh       | Ấn Độ Dương                     | Hôn nhân cùng giới đã được hợp pháp tại Lãnh thổ Ấn Độ Dương thuộc Anh kể từ ngày 3 tháng 6 năm 2014. Một sắc lệnh hợp pháp hóa các cuộc hôn nhân như vậy đã được [Hội đồng Cơ mật của Vương quốc Anh] phê duyệt vào ngày 28 tháng 4 năm 2014. |  |
|                        | Quần đảo Falkland                    | phía nam biển Đại Tây Dương     | Vào ngày 30 tháng 3 năm 2017, Hội đồng Lập pháp Quần đảo Falkland đã phê chuẩn Dự luật Hôn nhân (Sửa đổi) 2017 bằng cách bỏ phiếu từ 7 đến 1. Nó trở thành luật vào ngày 13 tháng 4 năm 2017. |  |
|                        | Gibraltar                            | Bán đảo Iberia, Lục địa châu Âu | Vào tháng 1 năm 2014, Dự luật hợp tác dân sự 2014 đã được xuất bản để tham khảo ý kiến cộng đồng và hướng đến việc giới thiệu Nghị viện Gibraltar. Vào ngày 21 tháng 3, dự luật đã được quốc hội phê chuẩn và không có sự phản đối đáng chú ý nào. Dự luật đã được đưa ra Hiệp ước Hoàng gia vào ngày 25 tháng 3. Luật pháp và các quy tắc liên quan và quy định có hiệu lực vào ngày 28 tháng 3. Luật cũng cho phép nhận con nuôi của các cặp vợ chồng trong quan hệ đối tác dân sự, theo quy định của phán quyết năm 2013 của Tòa án. Vào ngày 26 tháng 10 năm 2016, Dự luật sửa đổi hôn nhân dân sự năm 2016 đã được nhất trí thông qua trong Nghị viện Gibraltar, do đó hợp pháp hóa hôn nhân cùng giới. Dự luật đã nhận được Trợ cấp Hoàng gia vào ngày 1 tháng 11 năm 2016 và có hiệu lực vào ngày 15 tháng 12 năm 2016. |  |
|                        | Quần đảo Pitcairn                    | Thái Bình Dương                 | Hôn nhân cùng giới đã được hợp pháp trên Quần đảo Pitcairn kể từ ngày 14 tháng 5 năm 2015 sau khi được nhất trí thông qua bởi Hội đồng đảo Pitcairn vào ngày 1 tháng 4 năm 2015. |  |
|                        | Saint Helena                         | Nam Đại Tây Dương               | Hôn nhân cùng giới là hợp pháp trên cả ba hòn đảo. Một sắc lệnh cho hiệu ứng này đã được Hội đồng Đảo Ascension nhất trí thông qua vào ngày 31 tháng 5 năm 2016. Nó được ký bởi Thống đốc và được công bố trong công báo chính thức vào ngày 20 tháng 6. Vào ngày 23 tháng 12 năm 2016, Thống đốc đã ban hành lệnh bắt đầu luật vào ngày 1 tháng 1 năm 2017. Vào ngày 23 tháng 2 năm 2017, sau khi tham khảo ý kiến của Thống đốc Saint Helena, Hội đồng đảo Tristan da Cunha đã đồng ý rằng một luật để hợp pháp hóa hôn nhân cùng giới sẽ chính thức được thông qua. Một sắc lệnh mở rộng luật hôn nhân cùng giới ở Đảo Thăng Thiên đến Tristan da Cunha đã có hiệu lực vào ngày 4 tháng 8 năm 2017 sau khi được công bố trên công báo của chính phủ cùng ngày. Vào tháng 1 năm 2017, một cặp đôi cùng giới đã đăng ký kết hôn ở Saint Helena. Nhà đăng ký đang trong quá trình xin tư vấn pháp lý về cách tiến hành (pháp lệnh hôn nhân năm 1851 hiện tại không rõ ràng về hôn nhân cùng giới) khi hai thành viên của công chúng nộp đơn (phản đối) cho thông báo kết hôn. Sau đó, nhà đăng ký đã chuyển vấn đề này đến Chánh án để ra quyết định. Phiên điều trần sơ bộ đã diễn ra tại Tòa án tối cao vào ngày 23 tháng 2 năm 2017. Hội đồng Lập pháp mới được bầu đã bắt đầu tham vấn cộng đồng về việc giới thiệu lại dự luật hôn nhân bình đẳng năm 2016 đã rút vào tháng 10/2017. Vào ngày 19 tháng 12 năm 2017, Hội đồng Lập pháp đã thông qua dự luật kết hôn cùng giới trên một phiếu bầu 92. Thống đốc đã ký dự luật thành luật vào ngày 20 tháng 12 năm 2017. |  |
|                        | Ascension                            | Phía nam biển Đại Tây Dương     | Hôn nhân cùng giới là hợp pháp trên cả ba hòn đảo. Một sắc lệnh cho hiệu ứng này đã được Hội đồng Đảo Ascension nhất trí thông qua vào ngày 31 tháng 5 năm 2016. Nó được ký bởi Thống đốc và được công bố trong công báo chính thức vào ngày 20 tháng 6. Vào ngày 23 tháng 12 năm 2016, Thống đốc đã ban hành lệnh bắt đầu luật vào ngày 1 tháng 1 năm 2017. Vào ngày 23 tháng 2 năm 2017, sau khi tham khảo ý kiến của Thống đốc Saint Helena, Hội đồng đảo Tristan da Cunha đã đồng ý rằng một luật để hợp pháp hóa hôn nhân cùng giới sẽ chính thức được thông qua. Một sắc lệnh mở rộng luật hôn nhân cùng giới ở Đảo Thăng Thiên đến Tristan da Cunha đã có hiệu lực vào ngày 4 tháng 8 năm 2017 sau khi được công bố trên công báo của chính phủ cùng ngày. Vào tháng 1 năm 2017, một cặp đôi cùng giới đã đăng ký kết hôn ở Saint Helena. Nhà đăng ký đang trong quá trình xin tư vấn pháp lý về cách tiến hành (pháp lệnh hôn nhân năm 1851 hiện tại không rõ ràng về hôn nhân cùng giới) khi hai thành viên của công chúng nộp đơn (phản đối) cho thông báo kết hôn. Sau đó, nhà đăng ký đã chuyển vấn đề này đến Chánh án để ra quyết định. Phiên điều trần sơ bộ đã diễn ra tại Tòa án tối cao vào ngày 23 tháng 2 năm 2017. Hội đồng Lập pháp mới được bầu đã bắt đầu tham vấn cộng đồng về việc giới thiệu lại dự luật hôn nhân bình đẳng năm 2016 đã rút vào tháng 10/2017. Vào ngày 19 tháng 12 năm 2017, Hội đồng Lập pháp đã thông qua dự luật kết hôn cùng giới trên một phiếu bầu 92. Thống đốc đã ký dự luật thành luật vào ngày 20 tháng 12 năm 2017. |  |
|                        | Tristan da Cunha                     | Phía nam biển Đại Tây Dương     | Hôn nhân cùng giới là hợp pháp trên cả ba hòn đảo. Một sắc lệnh cho hiệu ứng này đã được Hội đồng Đảo Ascension nhất trí thông qua vào ngày 31 tháng 5 năm 2016. Nó được ký bởi Thống đốc và được công bố trong công báo chính thức vào ngày 20 tháng 6. Vào ngày 23 tháng 12 năm 2016, Thống đốc đã ban hành lệnh bắt đầu luật vào ngày 1 tháng 1 năm 2017. Vào ngày 23 tháng 2 năm 2017, sau khi tham khảo ý kiến của Thống đốc Saint Helena, Hội đồng đảo Tristan da Cunha đã đồng ý rằng một luật để hợp pháp hóa hôn nhân cùng giới sẽ chính thức được thông qua. Một sắc lệnh mở rộng luật hôn nhân cùng giới ở Đảo Thăng Thiên đến Tristan da Cunha đã có hiệu lực vào ngày 4 tháng 8 năm 2017 sau khi được công bố trên công báo của chính phủ cùng ngày. Vào tháng 1 năm 2017, một cặp đôi cùng giới đã đăng ký kết hôn ở Saint Helena. Nhà đăng ký đang trong quá trình xin tư vấn pháp lý về cách tiến hành (pháp lệnh hôn nhân năm 1851 hiện tại không rõ ràng về hôn nhân cùng giới) khi hai thành viên của công chúng nộp đơn (phản đối) cho thông báo kết hôn. Sau đó, nhà đăng ký đã chuyển vấn đề này đến Chánh án để ra quyết định. Phiên điều trần sơ bộ đã diễn ra tại Tòa án tối cao vào ngày 23 tháng 2 năm 2017. Hội đồng Lập pháp mới được bầu đã bắt đầu tham vấn cộng đồng về việc giới thiệu lại dự luật hôn nhân bình đẳng năm 2016 đã rút vào tháng 10/2017. Vào ngày 19 tháng 12 năm 2017, Hội đồng Lập pháp đã thông qua dự luật kết hôn cùng giới trên một phiếu bầu 92. Thống đốc đã ký dự luật thành luật vào ngày 20 tháng 12 năm 2017. |  |
|                        | Nam Georgia và Quần đảo Nam Sandwich | Phía nam biển Đại Tây Dương     | Hôn nhân cùng giới đã được hợp pháp ở Nam Georgia và Quần đảo Nam Sandwich kể từ năm 2014. |  |
| Hình thức kết hợp khác |                                      |                                 | |  |
|                        | Bermuda                              | Bắc Đại Tây Dương               | Vào ngày 5 tháng 5 năm 2017, Tòa án tối cao Bermuda đã đưa ra phán quyết hợp pháp hóa hôn nhân cùng giới. Vào tháng 12 năm 2017, cơ quan lập pháp đã thông qua Đạo luật đối tác trong nước 2018, thay thế hôn nhân cùng giới bằng quan hệ đối tác trong nước. Luật đã nhận được đồng ý của hoàng gia vào ngày 7 tháng 2 năm 2018 và có hiệu lực vào ngày 1 tháng 6 năm 2018. Vào ngày 6 tháng 6 năm 2018, để đáp lại hai vụ kiện của các nhà hoạt động vì quyền của người đồng tính, Tòa án Tối cao đã thu hồi các phần của luật cấm kết hôn cùng giới. Phán quyết vẫn đang chờ kháng cáo, mà chính phủ đã mất trong Tòa phúc thẩm vào ngày 23 tháng 11 năm 2018. Các cuộc hôn nhân cùng giới được nối lại ở Bermuda sau phán quyết, mặc dù chính phủ có quyền kháng cáo phán quyết đến Hội đồng Cơ mật. Hôn nhân cùng giới ở Bermuda không hợp pháp kể từ 14 tháng 3 năm 2022. |  |
|                        | Quần đảo Cayman                      | Caribbean, Bắc Đại Tây Dương    | Hiến pháp mới, được phê duyệt vào tháng 6 năm 2009, lưu ý rằng chính phủ "sẽ tôn trọng" quyền của mọi người đàn ông và phụ nữ chưa kết hôn theo luật định, được tự do kết hôn với người khác giới và thành lập gia đình. Tuy nhiên, hiến pháp không định nghĩa thuật ngữ "hôn nhân" và cũng không cấm rõ ràng hôn nhân cùng giới. Trong một quyết định của Tòa phúc thẩm Di trú ban hành vào ngày 7 tháng 7 năm 2016, tòa án đã công nhận giá trị pháp lý của một cuộc hôn nhân cùng giới nước ngoài với mục đích thêm người phối ngẫu cùng giới của người có giấy phép lao động làm người phụ thuộc sau này. Vào ngày 29 tháng 3 năm 2019, Chánh án Tòa án Lớn đã hợp pháp hóa hôn nhân cùng giới, phán quyết rằng các cặp cùng giới có quyền kết hôn theo Hiến pháp. Tòa án phúc thẩm đã duy trì việc hợp pháp hóa hôn nhân cùng giới ở Quần đảo Cayman trong khi chờ xét xử phúc thẩm của chính phủ vào ngày 10 tháng 4 năm 2019. |  |
| Không công nhận        |                                      |                                 | |  |
|                        | Anguilla                             | Caribbean, Bắc Đại Tây Dương    | Hôn nhân cùng giới không hợp pháp ở Anguilla, mặc dù các nghi lễ cam kết được thực hiện trên đảo. |  |
|                        | Quần đảo Virgin thuộc Anh            | Caribbean, Bắc Đại Tây Dương    | Hôn nhân cùng giới ở Quần đảo Virgin thuộc Anh được coi là bất hợp pháp, mặc dù không bị cấm rõ ràng theo luật Quần đảo Virgin thuộc Anh. Quần đảo Virgin thuộc Anh có một xã hội cực kỳ tôn giáo, và không có cuộc thảo luận nào liên quan đến hợp pháp hóa đã xảy ra tại Hạ viện. Các nhà lãnh đạo Giáo hội đã chỉ ra sự thù địch đối với khả năng hợp pháp hóa, và các nhà lãnh đạo chính trị đã có một cách tiếp cận thiếu thiện cảm ở nơi công cộng. Chính phủ của Hoàng đế đã xác nhận rằng họ sẽ không áp đặt sự công nhận các cuộc hôn nhân cùng giới ở Quần đảo Virgin thuộc Anh bằng cách Hội đồng đặt hàng. Hiến pháp, tuy nhiên, cấm phân biệt đối xử với mọi người trên cơ sở khuynh hướng tình dục. |  |
|                        | Montserrat                           | Caribbean, Bắc Đại Tây Dương    | Hôn nhân cùng giới ở Montserrat là không hợp pháp. Điều 10 (1) của Hiến pháp đọc: Bất kể điều gì trong phần 16, mọi người đàn ông và phụ nữ trong độ tuổi kết hôn (được xác định bởi hoặc theo bất kỳ luật nào) có quyền kết hôn với người khác giới và tìm thấy một gia đình. |  |
|                        | Quần đảo Turks và Caicos             | Caribbean, Bắc Đại Tây Dương    | Quần đảo Turks và Caicos không công nhận các hiệp hội cùng giới. Điều 10 của Hiến pháp đọc: Mọi người đàn ông và phụ nữ chưa kết hôn ở độ tuổi kết hôn (được xác định bởi hoặc theo bất kỳ luật nào) có quyền kết hôn với một người khác giới và tìm thấy một gia đình. |  |